# 對暴力的壟斷
在領土內壟斷著正當的暴力使用（或稱為一個國家對暴力的壟斷），是對國家政体的一種理解，由馬克斯·韋伯在《政治作為一種職業》一書中提出。根據韋伯所言，國家是一個「宣稱壟斷了正當的暴力使用以維持治安，並能夠付諸實行」的實體。韋伯這套理解在二十世紀的法律哲學和政治哲學中有顯著地位。韋伯把國家定義為一個群體，宣稱並成功地得到於領土內正當地使用武力的權威；韋伯亦同時認為領土是一個國家的必備條件。據韋伯所言，獲得這種壟斷地位必然要經過一個正當化的過程。雷蒙·阿隆認為，國際關係的特點在於上述的，存在於一國之內的正當武力使用，並不存在於國與國之間的關係當中。

## 馬克斯·韋伯的理論
馬克斯·韋伯在《政治作為一種職業》中指出，要維持作為國家的地位就必需保持上述的壟斷。他所作的更詳細定義是，「假若以及只有當它的行政人員能夠成功地實行其『對正當的武力脅逼的壟斷』（德語：das Monopol legitimen physischen Zwanges）的宣稱以維持其治安（或秩序），它才是個國家。」按韋伯所言，國家是正當武力的來源。警察及軍隊是國家行使正當武力的主要工具，但不代表只有公共武力才可以正當地行使，私人武力，例如私人保安，只要得到國家授予正當性，亦可以正當地行使。韋伯同時對這套基本理解提出幾個需要留意的地方：
- 韋伯的原意是，這個理論所說的是一種觀察，而且表明並非每個國家都和武力的使用如此的接近。他舉例說明：在歐洲封建制度中，私人戰爭在某些條件下被允許；另一例是教會法庭對於某些特定的「罪行」只有它擁有司法管轄權，特別是針對之於該宗教或教派的異端邪說，以及性罪行（因而該等法庭亦被稱作髒穢法庭）等。

- 武力脅逼的實際運用是由國家委託或批准的。韋伯這套理論的意思不是說只有國家會動用武力脅逼，而是任何可以對武力脅逼賦予正當性，或者對其有否正當性作出裁定的個人或團體，都是得到國家授權的。所以，就如前述有關私人保安的例子，法律或許有容許個人在保衛自身安全和財產的時候可以動用武力，但這種動武的能力及其正當性，事實上是由國家，亦只能由國家，所授予。